# Таємничий старий
«Таємничий старий» (рос. «Таинственный старик») — радянський дитячий художній фільм, поставлений на кіностудії «Ленфільм» у 1980 році режисером Леонідом Макаричевим. За мотивами повісті  Аркадія Мінчковського «Старий ховається в тінь» (1976). Прем'єра фільму в СРСР відбулася березні 1981 року.

## Сюжет
1927 рік. Троє друзів, хлопчики зі стародавнього міста Крутова, довідалися про крадіжку портрета «Старий зі свічкою» з музейної колекції князя Мещерського. Відшукавши полотно, хлопці повертають його в міський музей.

## У ролях
- Ігор Пчелін —  Мітря
- Михайло Латишев —  Льоня
- Євген Осипов —  Адріан
- Тетяна Шишкіна —  Марсельєза
- Борис Іванов —  Сожич, вітчим Марсельєзи
- Анатолій Солоніцин —  Кіндрат, скупник краденого
- Володимир Татосов —  Шестьоркін Ігор Олегович, офіціант
- Олексій Горячев —  Сергій Сергійович
- Сергій Філіппов —  Чікільдеєв, художник
- Тетяна Бєдова —  Анна Михайлівна

## Знімальна група
- Автор сценарію —  Аркадій Мінчковський
- Режисер-постановник —  Леонід Макаричев
- Оператор-постановник —  Олександр Чиров
- Художник-постановник —  Борис Бурмістров
- Композитор —  Геннадій Гладков
- Звукооператор —  Григорій Ельберт
- Монтаж —  Олени Верещагіна
- Художник-декоратор —  Лариса Смєлова
- Директора картини — Олексій Гусєв, Валентина Овчаренко